# 米澤祥一郎
米澤 祥一郎（よねざわ しょういちろう、1940年12月4日 - 2008年10月20日）は、日本の実業家。東京都出身。三井松島産業（現・三井松島ホールディングス）代表取締役社長。

## 人物・経歴
東京都出身。上智大学経済学部卒業。1964年、東京貿易（現・東京貿易ホールディングス）株式会社に入社。同社鉄鋼・原料本部本部長補佐等を歴任。1996年、三井松島産業（現・三井松島ホールディングス）株式会社に入社。その後、同社理事・取締役・常務取締役・代表取締役常務取締役等を経て、2003年に同社代表取締役社長に就任。同社コンプライアンス委員長や経営企画委員長、内部統制委員長等を兼任。
2008年10月20日、胆管細胞癌のため死去、67歳。後任社長には、串間新一郎副社長を任命した。